# ثعبان أملس
الثعبان الأملس أو حُفَّاث أملس أو مَلسَاء أو كورونيلا النمساوية أو التاج النمساوي.
هو نوع من الأفعى غير السامة في فصيلة الأحناش. يوجدهذا النوع في شمال ووسط أوروبا، ولكن أيضًا في أقصى الشرق حتى شمال إيران. تتعرف قاعدة بيانات الزواحف على نوعين فرعيين على أنهما صالحان، بما في ذلك الأنواع الفرعية الاسمية الموصوفة هنا.

## وصف
ينمو كلا الجنسين من سي آوسترياكا النمساوي، إلى متوسط الطول الإجمالي (بما في ذلك الذيل) من 60 سم (24 بوصة) إلى 75 سم (30 بوصة). تم تسجيل عينتين بقياس 83 سم (33 بوصة) في السويد، وكذلك واحدة في روسيا كانت 92 سم
يحتوي الرأس على مقياس منقاري يكون على الأقل عمقًا بقدر اتساعه، مما يخلق فجوة مثلثة بين المقاييس الداخلية (نادراً ما تفصلبينهما). الجزء العلوي من الرأس مغطى بتسع لوحات كبيرة. غالبًا ما يتم تقسيم مقياس الأنف. هناك منظار واحد (نادرًا اثنين) واثنين منبعد العين. عدد الفترات الزمنية 2 + 2 أو 2 + 3 (نادرًا 1 + 2). هناك سبعة شفرات علوية (نادرا ما تكون ثمانية) ، منها الثالثة والرابعة أوالرابعة والخامسة تحد العين.
يوجد في الجزء الأوسط من الجسم 19 (نادرًا ما يكون 17 أو 21) صفًا من المقاييس الظهرية. على عكس العديد من الثعابين الأخرى الموجودة في المنطقة، فإن هذه المقاييس مسطحة (غير مقوسة). هذا يعطي الثعبان ملمسًا ناعمًا للمس، ومنه حصل على اسمه الشائع. المقاييس البطنية عدد 150-164 في الذكور و 162-200 في الإناث. المقياس الشرجي مقسم (نادرًا ما يكون منفردًا) ويتم إقران المقاييسالفرعية. الذكور 54-70 مقياس تحت الجلد والإناث 40-76.
يتكون نمط اللون من لون أرضي بني أو رمادي أو ضارب إلى الحمرة مع وجود صفين من البقع الداكنة الصغيرة غير الواضحة إلى حد ماتتدفق أسفل الظهر باتجاه الذيل. في بعض الحالات، قد يتحد كل زوج من البقع باتجاه منطقة الرقبة، مكونة سلسلة من القضبان المتقاطعة على الظهر. هناك أيضًا سلسلة غير واضحة جدًا من البقع الداكنة الممتدة على طول كل جانب من الأجنحة. تتراكب هذه السلسلة الأربع منالبقع على طول الجسم على أربعة خطوط متوازية، مظللة إلى حد ما والتي تمتد أيضًا إلى أسفل الظهر والجانبين.
يوجد على قمة الرأس علامة داكنة غالبًا ما تكون على شكل تاج، مما يؤدي إلى ظهور الاسم العام كورونيلا (والذي يعني التاج). يمتد شريطداكن كثيف نسبيًا من كل منخر، عبر العين، وعلى طول جانب الرأس إلى ما وراء الرقبة بقليل. تكون الشفرات العلوية بيضاء، أو بيضاءضاربة إلى الرمادي أو بني فاتح، وأحيانًا مع وجود بقع داكنة. لون اللسان بني محمر أو أحمر غامق.

## الاحياء
يتغذى الثعبان الأملس على الحيوانات الصغيرة، وخاصة الزواحف الأخرى. إنه يقهر فريسة أكبر عن طريق الانقباض، على الرغم من أنه على عكس العوائق الحقيقية فإنه لا يقتل بهذه الطريقة. الثعابين الملساء بيضوية. يفقس اليافعون من البيض داخليا ويولدون أحياء.

## النطاق الجغرافي
تم العثور على كورونيلا اوسترياكا من جنوب إنجلترا عبر فرنسا والبلدان المنخفضة إلى شمال إسبانيا والبرتغال وألمانيا والنرويج والسويد (حتى شمالًا حتى خط عرض 63 درجة) ولاتفيا وليتوانيا وإستونيا وسويسرا والنمسا وإيطاليا وصقلية ( ولكن ليس في كورسيكا أو سردينيا) وغرب البلقان واليونان وروسيا الأوروبية شمالًا حتى خط عرض 57 درجة. في آسيا، يوجد من تركيا إلى أذربيجان وجورجيا وأرمينيا وشمال إيران. إنه غائب بشكل غريب في الدنمارك على الرغم من وجود الأنواع جنوب الحدود الألمانية وكذلك جنوب السويد.
في فنلندا، توجد الأنواع فقط في جزر أولاند، وهي غير شائعة هناك.